# Abraham de Cratia
Abraham de Cratia est un saint du VIe siècle. Fête le 6 décembre. Prêtre et ascète.

## Biographie
Appelé aussi Abraham de Lampsaque, Abraham de Crète, Abraham le Solitaire, ou Abramios, était un ascète qui a vécu près de Lampsaque une ancienne cité grecque d'Asie mineure, située sur la rive sud de l'Hellespont, en Troade. Certains historiens supposent qu'il était originaire de Haute Syrie.
Sa solitude était relative puisqu'il a vécu dans la pénitence en partie accompagné de sa femme. Le mariage semble n'avoir été consommé que pour plaire à leur famille. Au septième jour de ses noces, il quitta sa femme pour s'enfermer dans une cabane, dont il mura la porte, n'y laissant qu'une petite fenêtre pour recevoir ce qu'on lui apportait à manger certains jours. Il devait avoir vingt ans quand il s'enferma dans l'abstinence et l'isolement. 
Douze ans après le début de sa vie d'ascète, ses parents décédèrent et lui laissèrent quantité d'argent et d'héritages. Abraham pria un de ses amis de les distribuer aux pauvres et aux orphelins.
Sa cellule était éloignée d'une lieu de la ville.
L'évêque d'Edesse le força à quitter sa cellule pour évangéliser certains bourgs voisins. Il l'ordonna prêtre pour accomplir ce ministère. Abraham se mit à l'ouvrage et en trois ans, accomplit l'évangélisation voulue par l'évêque. Il baptisa plus de mille personnes, demeura encore une année avant de se cacher et de s'enfuir dans sa première retraite. Il avait trente-huit ans lorsque sa nièce orpheline, Marie, lui fut confiée. La fille de son frère n'avait que sept ans, Abraham fit distribuer tous ses biens et son héritage aux pauvres, et la fit mettre dans une cellule proche de la sienne. Il l'instruisit ainsi. Saint Ephrem d'Edesse venait souvent rendre visite à Abraham et ils enseignèrent tous les deux à cette nièce. Lorsque celle-ci eut 27 ans, elle perdit sa vertu avec un jeune moine qui vivait non loin de là, et elle tenta de se tuer. Pour ne rien avouer de sa faute, Marie s'enfuit dans une ville voisine et s'enferma dans une hostellerie. Le Saint homme n'apprit que deux ans plus tard ce qu'il s'était passé, et il quitta sa solitude pour partir chercher sa nièce déguisé en soldat. Celle-ci pardonnée, accepta de retourner dans son ermitage et s'imposa une pénitence sévère. Dix ans plus tard, Abraham décéda, Marie lui survécut cinq ans.
Son biographe et ami, Éphrem le Syrien le cite comme ayant écrit le "Guide de Sainte Marie Lajeune". Il a écrit un ouvrage sur la vie de ces deux saints qui n'est pas parvenu jusqu'à nous.
Metaphraste le cite, mais les traductions du grec vers le latin auraient été perverties, et Abraham confondu avec d'autres hommes.
L'histoire de ce saint homme ne correspond pas toujours avec la réalité. Il est ainsi très improbable qu'un bourg entier de milliers de personnes si proches de Constantinople, n'ait pas été converti antérieurement au VIe siècle. De même, il n'y a pas près de Lampsaque, de monastère d'Eliotes où demeurait l'abbé Theodose qu'on croit avoir été l'ami et le voisin d'Abraham. Certains proposent donc que le saint vivait dans des extrémités reculées de Syrie ou de l'Arabie.
L'office du jour de sa fête a été réglé au plus tard au IXe siècle par l'Église de Constantinople.
La mémoire de ce saint était en vénération publique dans l'Égypte, en Orient et en Grèce, chez les coptes, il était fêté au mois de septembre.

## Liens
- Portail Nominis